# 밀레니 도밍게스
밀레니 도밍게스 아간주(포르투갈어: Milene Domingues Aganzo, 1979년 6월 18일 생)는 '미카(Mika)'라고도 불렸던 브라질의 전 축구 선수로, 현역 시절 미드필더로 활약했다.

## 경력
상파울루에서 태어난 도밍게스는 플래시북 모델 에이전시에 의해 운영되는 모델들의 홍보 풋살 팀에서 활약했다. 1994년 이 팀은 새로운 SC 코린티안스 여자 팀의 기반을 형성했다. 그녀는 CF 포주엘로에서 선수 생활을 마쳤다. 그녀는 볼 저글링 여자 기록을 보유하고 있다. 2022년 키라 월시가 바르셀로나로 이적하기 전까지 도밍게스는 스페인에서 가장 비싼 여자 축구 선수로 몸값 20만 파운드가 넘었고, 세계적으로는 25만 파운드의 페르닐레 하르데르에 이어 2위를 차지했다.
국제전에서 그녀는 2003년 FIFA 여자 월드컵을 위한 브라질 여자 축구 국가대표팀에 소집되었다. 그녀의 명단 포함은 다소 놀라웠고, 파울로 곤살베스 감독은 그녀가 첫 번째 선택이 아니라고 강조했다: "밀레니는 우리와 함께 갈 것이지만, 그녀는 19번째와 20번째 선수 사이에 있다." 밀레니의 열악한 신체 조건에도 불구하고, 브라질의 선발자들은 그녀가 언론과 대중의 관심을 끌 것이라고 느꼈다. 결국 브라질이 준준결승에서 탈락하면서 그녀는 네 경기에서 모두 기용되지 않은 교체 선수로 남아있었다.
2004년 4월, 그녀는 새 감독 르네 시모에스의 지휘 하에 브라질의 다음 경기에 참가하기도 했는데, 이 경기는 텍사스 A&M Aggies 여자 축구팀와의 비공식 친선경기였다.

## 개인적인 삶
그녀는 1994년 4월부터 2003년 9월까지 브라질의 축구 스타 호나우두와 결혼했다. 둘 아이에는 2000년 4월 6일 밀라노에서 태어난 아들 로날드가 있다. 호나우두와의 결혼으로 인해 일부 팬들은 그녀에게 '호나우디나'라는 별명을 붙였지만 그녀는 이에 반대했고 '밀레니'나 '미카'로 불리길 선호했다. 이후 도밍게스는 스페인 축구 선수 다비드 아간소(David Aganzo)와 결혼했다.
그녀는 불교 신자이다.